# Emma Zetterberg
Emma Cornelia Zetterberg, född Andersson den 24 april 1979 i Barkåkra, är en svensk före detta programledare, dokusåpadeltagare och sångerska. Zetterberg deltog i dokusåpan Expedition: Robinson 2001 och även Expedition: Robinson 2003, som hon vann.
Zetterberg blev känd i och med dokusåpan Expedition Robinson år 2001 där hon var deltagare. Hon gjorde sedan sångdebut med albumet Who I Am 2002 och spelade in duetten "Weightless" med Bosson. 
När Expedition Robinson skulle göra sin sista säsong i SVT 2003/04 fick tittarna i en omröstning välja de deltagare som skulle få göra om expeditionen och Andersson
blev då framröstad. Hon vann senare också hela expeditionen. Samma år, 2004, gav hon ut singeln "I Believe" och blev programledare för Kanal 5:s TV-program Dolce Vita. Efter detta spelade hon även in ett program, Emmas Värld, i samma kanal. Våren 2008 var Andersson aktuell på Kanal 5 med matlagningsprogrammet À la Emma. 
23 juli 2010 gifte hon sig med ishockeyspelaren Henrik Zetterberg i Brunnby kyrka. Paret är bosatt i Ängelholm tillsammans med sonen Love, född 2015. Sedan 2020 driver paret baguetterian 2020 Mölle i Mölle hamn.

## Diskografi

### Album
- Who I Am (2002)

### Singlar
- "Walk On Water" (2001)
- "Weightless" (Duett med Bosson) (2002)
- "Celebrate Me" (2003)
- "I Believe" (2004)